# Baden (tartomány)
Baden történeti terület Németország délnyugati részén, a Rajna mellett. A mostani közigazgatási felosztás szerint Baden-Württemberg tartomány része.

## Története

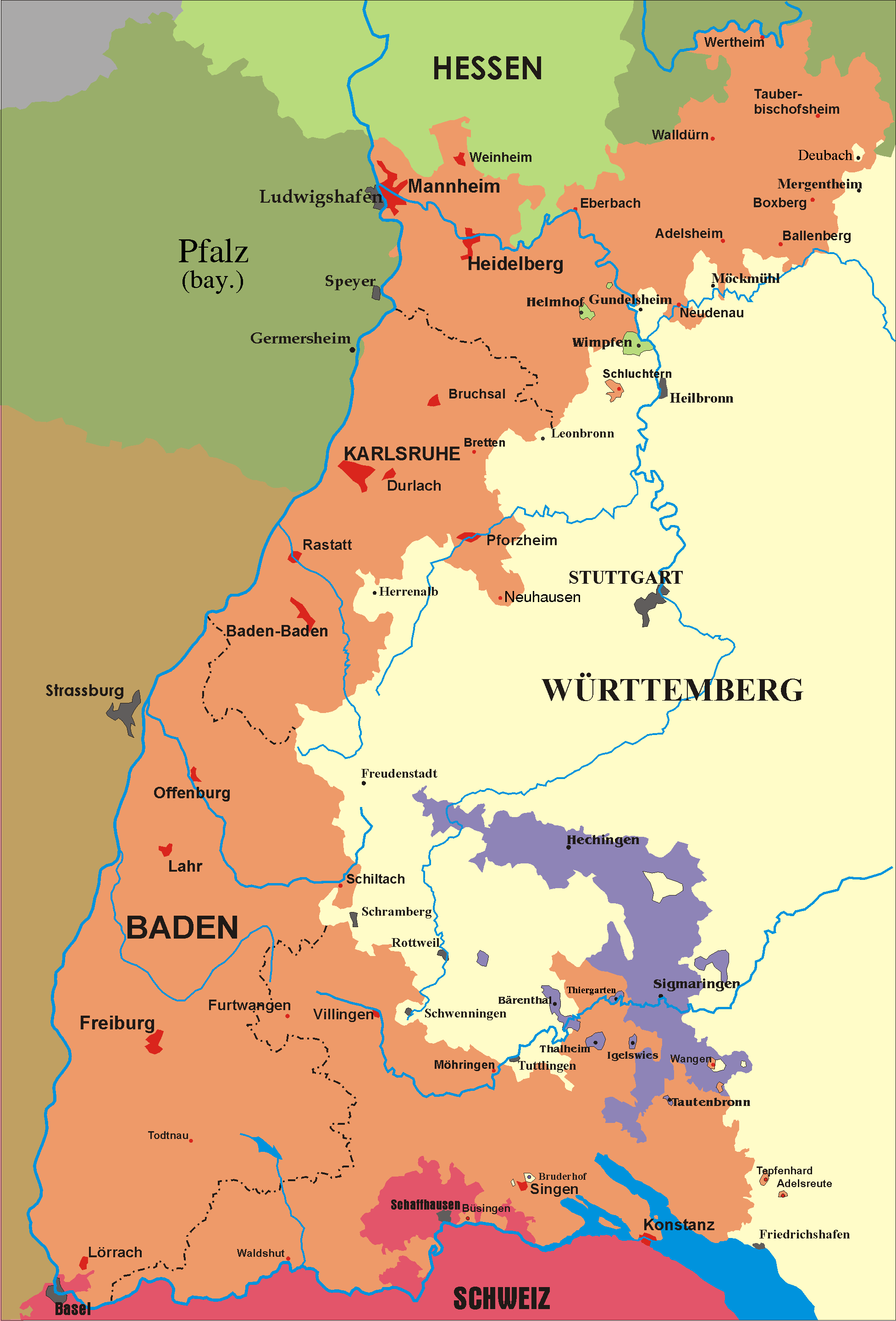
Baden 1806-1945

A Badeni Nagyhercegség 1871-től volt a Német Császárság tagállama. Az 1918. novemberi német forradalom győzelme után kikiáltották a köztársaságot. November 22-én II. Frigyes nagyherceg lemondott trónjáról. Az új alkotmányt a nép 1919. április 13-án fogadta el.
1945-ben területe lecsökkent, mivel északi részéből Württemberg északi részével Württemberg-Baden néven új tartományt szerveztek. Baden és Württemberg-Baden 1952-ben szűnt meg, amikor Württemberg-Hohenzollern tartománnyal egyesültek, így létrejött a mai Baden-Württemberg szövetségi tartomány.

## Kultúra

### Fontosabb írók
- Hans Jakob Christoffel von Grimmelshausen
- Heinrich Hansjakob
- Johann Peter Hebel
- Joseph Victor von Scheffel
- Balthasar Venator
- Martin Walser

### Feltalálók
- Karl Benz: Az autó feltalálója.
- Karl Drais: kerékpár, kocsi.
- Felix Wankel: A Wankel-motor feltalálója.